# 保加利亞政治
保加利亞曾是東方集團的一員，但現在已經成為一個民主國家，並且是歐盟和北約的成員國。保加利亞是一個議會制民主共和國，並且擁有多黨制競爭體系。行政權由保加利亞政府所有，總理是政府首腦。總統則是保加利亞的國家元首。